# Хэй, Уильям, 19-й граф Эррол
Уильям Гарри Хэй, 19-й граф Эрролл (англ. William Harry Hay, 19th Earl of Erroll; 3 мая 1823 — 3 декабря 1891) — шотландский дворянин, пэр и военный. Он титуловался лордом Хэем с 1823 по 1831 год и лордом Килмарноком с 1831 по 1846 год.

## Ранняя жизнь
Уильям Гарри Хэй родился 3 мая 1823 года в Лондоне. Единственный сын из четырех детей Уильяма Хэя, 18-го графа Эррола (1801—1846), и леди Элизабет Фицкларенс (1801—1856) . Его старшая сестра, леди Ида Хэй, вышла замуж за Шарля Ноэля, 2-го графа Гейнсборо (ее потомки включают графов Гейнсборо, маркизов Бьют и баронетов Беллингем). Его младшими сестрами были леди Агнес Хэй, жена Джеймса Даффа, 5-го графа Файфа (ее сын, Александр Дафф, 1-й герцог Файф, женился на принцессе Луизе, дочери короля Эдуарда VII), и леди Элис Хэй, которая вышла замуж за Чарльза Эдварда Луиса Казимира Стюарта, графа д’Альбани (племянника мошенника Джона Собеского Стюарта).
Его дедом и бабкой по отцовской линии были Уильям Хэй, 17-й граф Эррол (1772—1819), и его вторая жена Алисия Эллиот (? — 1812), третья дочь Самуэля Элиота из Антигуа. Его мать была внебрачной дочерью короля Великобритании Вильгельма IV и его любовницы, известной комической актрисы Доры Блэнд (который был известен как «Миссис Джордан») . Его тетями и дядями по материнской линии были Джордж Фицкларенс, 1-й граф Мюнстер , Генри Фицкларенс, София Фицкларенс (жена Филиппа Сидни, 1-го барона Де Л’Айла и Дадли), Мэри Фицкларенс (жена Чарльза Ричарда Фокса), лорд Фредерик Фицкларенс, лорд Адольфус Фицкларенс, Августа Фицларенс, лорд Огастус Фицкларенс и Амелия Фицкларенс (жена Люциуса Кэри, 10-го виконта Фолкленда).

## Карьера
Лорд Эррол служил третьим почетным пажом с 1832 по 1839 год (для его деда, короля Уильяма IV, с 1832 по 1837 год, и для королевы Виктории, племянницы его деда, с 1837 по 1839 год).
С 1841 по 1860 год он служил в британской армии. Он участвовал в Крымской войне, получил звание майора в стрелковой бригаде.

## Личная жизнь

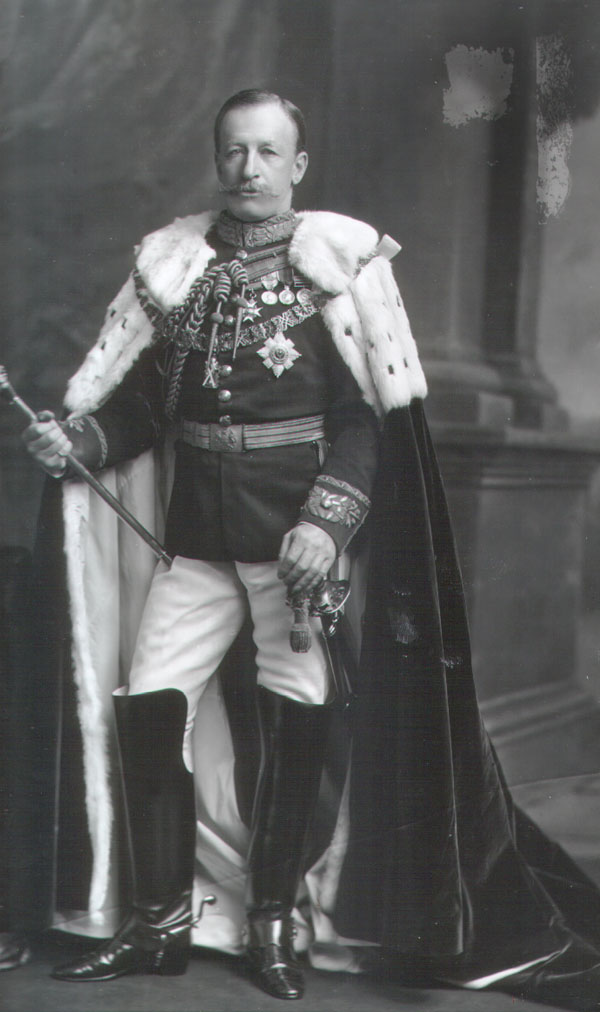
Его сын и преемник Чарльз Хэй, 20-й граф Эррол в качестве лорда верховного констебля Шотландии в 1902 году

20 сентября 1848 года Уильям Хэй, лорд Эррол, женился на Элизе Амелии Гор (1829 — 11 марта 1916), старшей дочери генерала достопочтенного сэра Чарльза Стивена Гора (третий сын от второй жены Артура Гора, 2-го графа Аррана) и Сара Рейчел Фрейзер (старшая дочь Джеймса Фрейзера, члена Совета Новой Шотландии). Графиня Эррол служила дамой опочивальни королевы Александры (жены короля Эдуарда VII), начиная с 1872 года. У супругов было семеро детей:
- Достопочтенный Чарльз Гор Хэй, мастер Эррол, лорд Килмарнок (11 октября 1850 — 12 октября 1850), умерший в младенчестве[4].
- Чарльз Гор Хэй, 20-й граф Эррол (7 февраля 1852 — 8 июля 1927), который женился на Мэри Кэролайн Л’Эстранж (? — 1934), младшей дочери Эдмунда Л’Эстранжа из Тайнт Лодж[4].
- Капитан достопочтенный Артур Хэй (16 сентября 1855 — 11 мая 1932), который служил в Египте в 1882 году и Бирме в 1887 году и был джентльменом-билетером с 1896 по 1925 год[10]. Он был награжден Королевским Викторианским орденом[4].
- Леди Флоренс Элис Хэй (1858 — 15 мая 1859), которая умерла в детстве[4]
- Леди Сесилия Лейла Хэй (4 мая 1860 — 7 января 1935), вышла замуж в 1883 году за капитана Джорджа Аллана Уэбба из Эрролстона (1854—1925)[4].
- Достопочтенный Фрэнсис Хэй (14 августа 1864 — 24 сентября 1898), почётный королевский паж[4].
- Леди Флоренс Агнес Аделаида Хей (31 мая 1872 — 16 октября 1935), которая вышла замуж в 1895 году за майора Генри Вулридж-Гордона (1863—1923)[4].

Лорд Эррол умер 3 декабря 1891 года. Его вдова, вдовствующая графиня Эррол, умерла 11 марта 1916 года.

## Потомки
Через своего старшего выжившего сына Чарльза, он был дедом Виктора Александра Серелда Хэя, который умер в 1928 году через год после того, как стал 21-м графом Эрролом.